# Mesoniscus cavicolus
Mesoniscus cavicolus là một loài chân đều trong họ Mesoniscidae. Loài này được Carl miêu tả khoa học năm 1906.